# Jordan Fuller
Jordan Fuller (geboren am 4. März 1998) ist ein US-amerikanischer American-Football-Spieler auf der Position des Safeties. Er spielte College Football für die Ohio State Buckeyes und steht seit 2025 bei den Atlanta Falcons in der National Football League (NFL) unter Vertrag. Zuvor spielte Fuller vier Jahre lang für die Los Angeles Rams, mit denen er den Super Bowl LVI gewann, sowie für die Carolina Panthers.

## College
Fuller besuchte die Northern Valley Regional High School at Old Tappan in Old Tappan, New Jersey. An der Highschool spielte er als Wide Receiver und als Defensive Back. In der Saison 2015 gewann er mit seiner Highschoolmannschaft die Staatsmeisterschaft und wurde als Gatorade Football Player of the Year im Bundesstaat New Jersey teil. Fuller spielte im U.S. Army All-American Bowl.
Ab 2016 ging Fuller auf die Ohio State University, um College Football für die Ohio State Buckeyes in der NCAA Division I FBS zu spielen. Als Freshman war er Backup für Malik Hooker, bevor er sich in seinem zweiten Jahr als Stammspieler durchsetzen konnte. In der Saison 2018 wurde Fuller zu einem der Teamkapitäne ernannt. In seinem letzten Jahr am College wurde er in das All-Star-Team der Big Ten Conference gewählt. Insgesamt kam Fuller in 53 Spielen für die Buckeyes zum Einsatz, davon in 40 Partien von Beginn an. Er fing fünf Interceptions und gewann mit Ohio State dreimal die Meisterschaft in der Big Ten.

## NFL
Fuller wurde im NFL Draft 2020 in der sechsten Runde an 199. Stelle von den Los Angeles Rams ausgewählt. Nach überzeugenden Trainingsleistungen in der Saisonvorbereitung ging Fuller als Starter in seine Rookiesaison. Am dritten Spieltag verletzte er sich bei der 32:35-Niederlage gegen die Buffalo Bills an der Schulter und musste daher das folgende Spiel aussetzen. In Woche 5 kehrte er gegen das Washington Football Team in die Startaufstellung zurück, verletzte sich dabei aber beim letzten Spielzug der Partie erneut an der Schulter und wurde daher auf die Injured Reserve List gesetzt. Ab dem 10. Spieltag konnte Fuller wieder spielen. In der Woche darauf gelang ihm gegen die Tampa Bay Buccaneers seine erste Interception in der NFL, er konnte zwei Pässe von Tom Brady abfangen. Insgesamt kam Fuller als Rookie in zwölf Spielen der Regular Season und beiden Play-off-Spielen der Rams zum Einsatz, dabei fing er drei Interceptions.
In der Saison 2021 war Fuller einer der Teamkapitäne und übernahm die Weitergabe der Spielzüge an die Defense. Mit 113 Tackles führte er sein Team in dieser Statistik an. Am letzten Spieltag der Regular Season zog Fuller sich eine Knöchelverletzung zu und fiel daher für die Play-offs aus. Ohne ihn gewannen die Rams den Super Bowl LVI gegen die Cincinnati Bengals mit 23:20. Aufgrund einer Oberschenkelverletzung kam Fuller 2022 lediglich in drei Spielen zum Einsatz. In der Saison 2023 stand Fuller die gesamte Saison über von Beginn an auf dem Feld und verzeichnete 94 Tackles, acht verhinderte Pässe, drei Interceptions und drei erzwungene Fumbles.
Im März 2024 unterschrieb Fuller einen Einjahresvertrag im Wert von bis zu 5,25 Millionen US-Dollar bei den Carolina Panthers. Er verpasste verletzungsbedingt sechs der ersten neun Spiele, erzielte für die Panthers 54 Tackles, einen verteigten Pass und erzwang einen Fumble. Am 19. März 2025 nahmen ihn die Atlanta Falcons unter Vertrag.

### NFL-Statistiken
| Saison                             | Saison | Spiele | Spiele      | Tackles | Tackles | Tackles | Tackles | Interceptions | Interceptions | Interceptions | Interceptions | Interceptions | Fumbles | Fumbles | Fumbles |
| Jahr                               | Team   | Spiele | als Starter | Gesamt  | Solo    | Ast     | Sacks   | PD            | INT           | Yds           | Lng           | TD            | FF      | FR      | TD      |
| ---------------------------------- | ------ | ------ | ----------- | ------- | ------- | ------- | ------- | ------------- | ------------- | ------------- | ------------- | ------------- | ------- | ------- | ------- |
| 2020                               | LAR    | 12     | 12          | 60      | 42      | 18      | 0,0     | 5             | 3             | 45            | 37            | 0             | 0       | 0       | 0       |
| 2021                               | LAR    | 16     | 16          | 113     | 63      | 50      | 0,0     | 4             | 1             | 34            | 34            | 0             | 0       | 0       | 0       |
| 2022                               | LAR    | 3      | 1           | 12      | 9       | 3       | 0,0     | 0             | 0             | 0             | 0             | 0             | 1       | 0       | 0       |
| 2023                               | LAR    | 17     | 17          | 94      | 61      | 33      | 0,0     | 8             | 3             | 39            | 21            | 0             | 3       | 0       | 0       |
| 2024                               | CAR    | 9      | 9           | 54      | 28      | 26      | 0,0     | 1             | 0             | 0             | 0             | 0             | 1       | 0       | 0       |
| Gesamt                             | Gesamt | 57     | 55          | 333     | 203     | 130     | 0,0     | 18            | 7             | 118           | 37            | 0             | 5       | 0       | 0       |
| Quelle: pro-football-reference.com |        |        |             |         |         |         |         |               |               |               |               |               |         |         |         |

## Persönliches
Jordans älterer Bruder Devin Fuller spielte als Wide Receiver für die University of California, Los Angeles und in der NFL für die Atlanta Falcons. Der Comedian Sinbad ist ihr Onkel.